# Bolesław Handelsman-Targowski

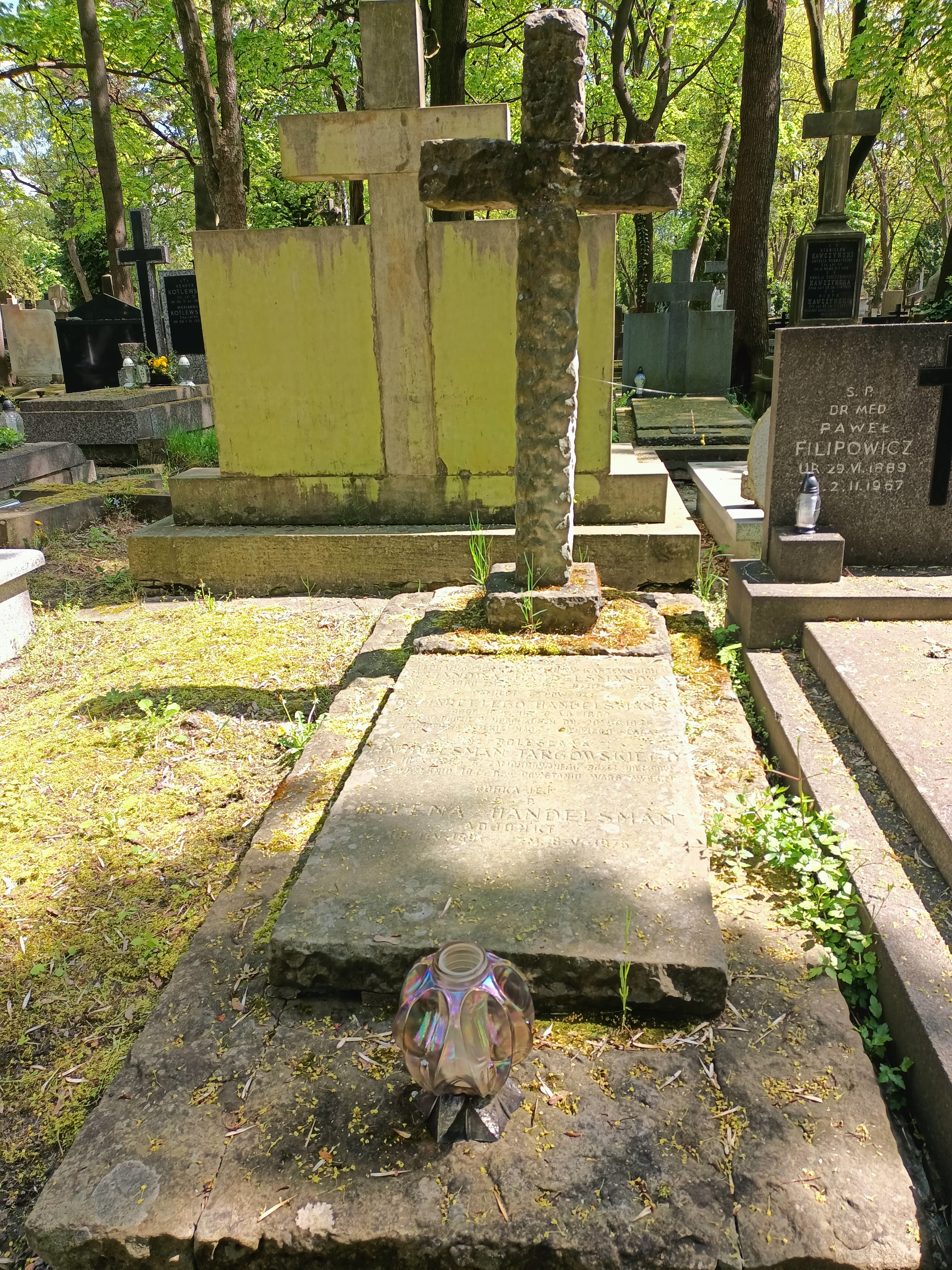
Grób Bolesława Handelsmana-Targowskiego na Cmentarzu Powązkowskim

Bolesław Handelsman-Targowski (ur. 10 października 1885 w Warszawie, zm. we wrześniu 1944 tamże) – inżynier, architekt.

## Życiorys
Syn Juliana doktora medycyny oraz Eleonory z Kaizersteinów, brat Marcelego oraz Józefa. W 1911 ukończył studia na wydziale architektury politechniki w Karlsruhe. W czasach studenckich należał do Frakcji Rewolucyjnej PPS. W latach 1918–1921 służył w Wojsku Polskim. W latach 1927–1939 był projektantem w Funduszu Kwaterunku Wojskowego.
Jego autorstwa są m.in.:
- przebudowa Instytutu Higieny Dziecięcej – Warszawa, ul. Litewska,
- przebudowa kamienicy TU „Warta” – Warszawa, al. Jerozolimskie,
- warsztaty i biura firmy „Robór” – Warszawa, ul. Kolejowa,
- budynki mieszkalne – Kraków, ul. Śląska oraz Lubelska,
- budynki mieszkalne – Częstochowa, ul. Wolności,
- dom podoficerski – Wilno, lotnisko w Porubance[1].

W 1919 ożenił się z Zofią Kuczborską, nie mieli dzieci. Zginął w Powstaniu Warszawskim. Pochowany jest na Starych Powązkach w Warszawie.